# Мишенёв, Герасим Михайлович
Герасим Михайлович Мишенёв (1876—16.7.1906) —  русский революционер, член РСДРП с 1896. 

## Биография
Окончил Благовещенскую учит. семинарию (1894). С 1899 проводил агитац. работу в п.Саткинский Завод Златоустовского уезда, гг. Златоуст, Казань, Мензелинск и Уфа, член Уральского рабочего союза. С 1903 рук. Уфимского комитета РСДРП. Делегат 2‑го съезда РСДРП (Брюссель, Лондон, 1903). В 1904—05 работал в Киевском, Саратовском к‑тах РСДРП.